# Pentaschistis setifolia
Pentaschistis setifolia är en gräsart som först beskrevs av Carl Peter Thunberg, och fick sitt nu gällande namn av Mcclean. Pentaschistis setifolia ingår i släktet Pentaschistis och familjen gräs. Inga underarter finns listade i Catalogue of Life.